# Okres Lienz

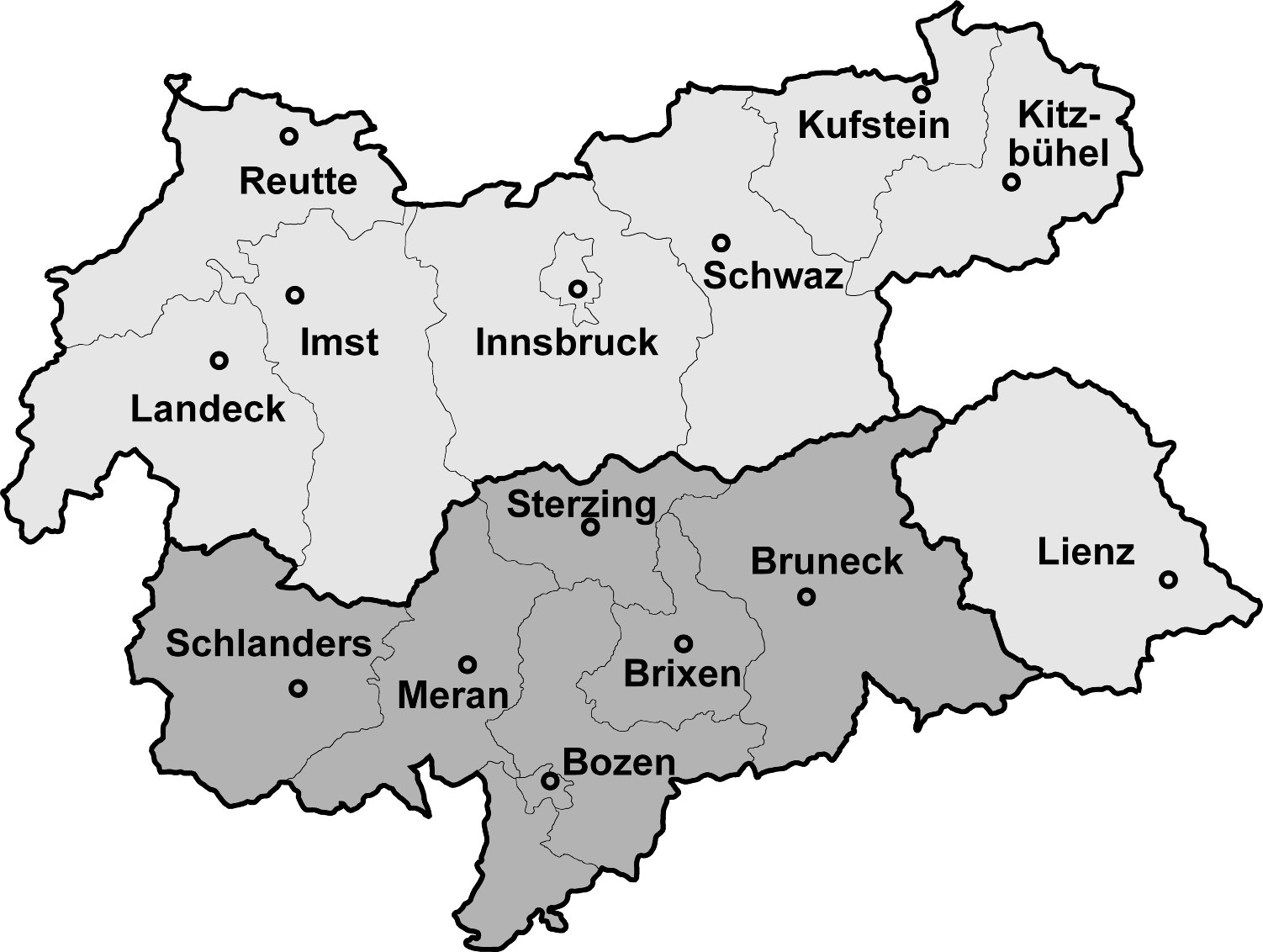
Rozdělení historického Tyrolska (bez Tridentska) mezi Rakousko (světle šedá) a Itálii (tmavě šedá)

Okres Lienz je okres rakouské spolkové země Tyrolsko. Jeho území je označováno též jako Východní Tyrolsko (Ost-Tirol). Správním střediskem je město Lienz. Jedná se o exklávu rakouské spolkové země Tyrolska, v rámci Rakouska hraničí pouze se Salcburskem na severu a s Korutany na východě, jinak s italským Jižním Tyrolskem a Benátskem. Od zbytku rakouského Tyrolska bylo území odděleno po první světové válce, kdy střední a jižní část Tyrolského hrabství připadla Itálii. 
Silniční spojení se zbytkem Tyrolska existuje skrze Felbertaurský tunel a Mittersill v Salcbursku. Po železnici je nejkratší přes Itálii (Fortezza), zatímco vnitrostátně jen oklikou přes Spittal a Schwarzach-St. Veit.

## Obce

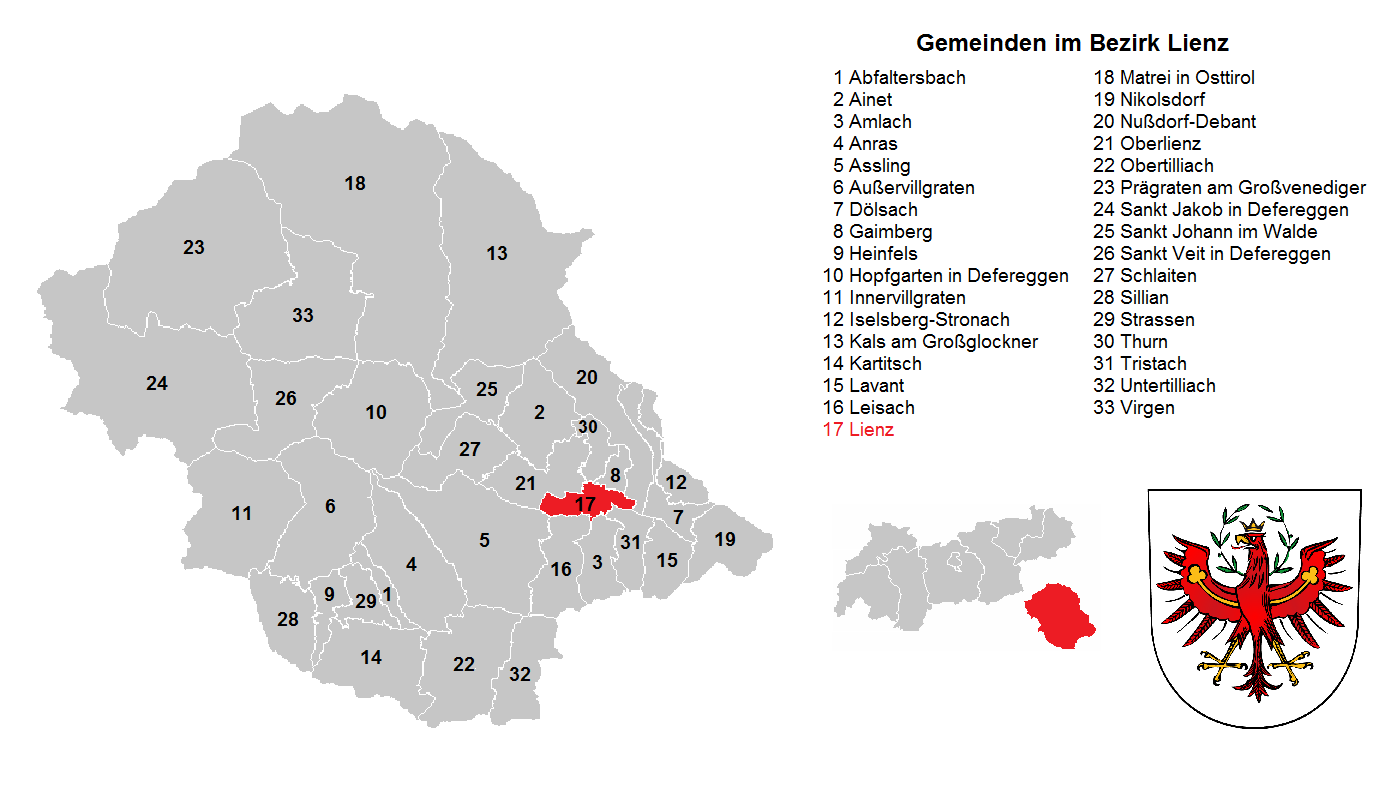
Obce v okrese Lienz, červeně vyznačeno středisko Lienz

Okres zahrnuje 33 obcí:
- Abfaltersbach
- Ainet
- Amlach
- Anras
- Assling
- Außervillgraten
- Dölsach
- Gaimberg
- Heinfels
- Hopfgarten in Defereggen
- Innervillgraten
- Iselsberg-Stronach
- Kals am Großglockner
- Kartitsch
- Lavant
- Leisach
- Lienz
- Matrei in Osttirol
- Nikolsdorf
- Nußdorf-Debant
- Oberlienz
- Obertilliach
- Prägraten am Großvenediger
- Sankt Jakob in Defereggen
- Sankt Johann im Walde
- Sankt Veit in Defereggen
- Schlaiten
- Sillian
- Strassen
- Thurn
- Tristach
- Untertilliach
- Virgen